# Fußballnationalmannschaft der DDR (U-15-Junioren)
Die U-15-Fußballnationalmannschaft der DDR war eine Auswahlmannschaft von Fußballspielern aus der DDR. Sie gehörte als jüngere Jugendauswahl zum Deutschen Fußball-Verband und repräsentierte diesen international auf U-15-Ebene. Dies geschah in Freundschaftsspielen und -turnieren gegen die Auswahlmannschaften anderer nationaler Verbände.

## Geschichte
Während der Existenz der DDR wurden die heutigen U-17-Weltmeisterschaften und U-17-Europameisterschaften auf U-16-Level ausgetragen. Den DFV vertrat bei diesen Turnieren die sogenannte ältere Jugendauswahl.
Die Kader der beiden Jugendauswahlmannschaften wurden insbesondere aus den talentiertesten Spielern der Fußballclubs im DDR-Fußball rekrutiert, die nach Sichtungsprozessen in aller Regel im Alter von 13 oder 14 Jahren parallel den Sprung auf eine Kinder- und Jugendsportschule geschafft hatten. Die besten 15- und 16-jährigen Fußballer des Landes waren in der Jugendliga – bis 1983 ausschließlich aus den Fußballclubs sowie Dynamo Dresden bestehend, später in zwei Staffeln auch Betriebssportgemeinschaften, insbesondere von Oberliga- und Ligagemeinschaften, beinhaltend – aktiv.
Zu den Trainern der U-15-Auswahl der DDR zählten in den 1980er-Jahren unter anderem Eberhard Köditz, Dieter Scheitler, Wilfried Gröbner und Lothar Priebe.
Die letzte Neuformierung dieser Elf im Herbst 1989 mit den Geburtsjahrgängen 1974 und 1975 begann mit zwei Erfolgen gegen die gleichaltrigen Fußballer aus der Tschechoslowakei. Mit den nach der Wiedervereinigung in den Profifußball gelangenden André Gumprecht (FC Carl Zeiss Jena) sowie den Hansa-Spielern Uwe Ehlers, Björn Laars und Carsten Jancker, der im ersten Test zweimal traf und auch im zweiten Match das goldene Tor erzielte, siegte die von Dr. Hartmut Wölk trainierte jüngere Jugendauswahl in Elster und in Annaburg, nahe Lutherstadt Wittenberg gelegen, mit 6:1 und 1:0.

## Trivia
Mitte der 1980er-Jahre schickte der DFV sogar noch jüngere Auswahlspieler auf das Feld. Als Jugendauswahl (AK 14) firmierend, obwohl die Spieler noch im damaligen Schülerbereich spielen konnten, siegte die Elf zur Premiere im Juni 1987 zweimal gegen Polen (4:0, 3:1). Spätere U-16-Vizeeuropameister von 1989 wie Frank Seifert, Toralf Konetzke, Rico Kauerhof und Steffen Binke standen bereits zu diesem Zeitpunkt in der ostdeutschen Formation.